# Бенуа, Надежда Леонтьевна
Надежда Леонтьевна Бенуа (в замужестве Устинова; 17 мая 1896, Санкт-Петербург — 8 декабря 1974, Истлич, Глостершир) — британская художница русского происхождения из семьи Бенуа. Известна, в частности, как художница театра, сценограф и книжный иллюстратор. Мать актёра Питера Устинова.

## Биография
Родилась 17 мая 1896 года в Санкт-Петербурге. Отец — архитектор Леонтий Николаевич Бенуа, мать — Мария Александровна (урождённая Сапожникова, 1859—1938).
Начальное образование получила в гимназии Шаффе в Петербурге, которую окончила в 1913 году. С 1914 года училась в Новой художественной мастерской у А. Е. Яковлева и В. И. Шухаева, в 1918—1920 годах — на живописном отделении в Государственных свободных художественных мастерских у Шухаева, а также Д. Н. Кардовского и Б. П. Попова.
В 1920 вышла замуж за журналиста Иону Платоновича Устинова (1892—1962), с которым в том же году уехала в Англию (поселились в Лондоне).
Умерла 8 февраля 1975 года в местечке Истлич графства Глостершир.

## Работы
Надежда Бенуа писала импрессионистские пейзажи Великобритании, Франции и Италии. В апреле 1924 года прошла её первая выставка в лондонской галерее Little Art Rooms. С 1929 года проводила персональные выставки в галерее A. Tooth, выставлялась в Новом английском художественном клубе (членом которого являлась с 1937 года), участвовала в других выставках лондонских галерей. В 1931 году участвовала в выставке живописи Русской группы в галерее князя Владимира Голицына. В 1953 году художница удостоена персональной выставке в галерее Matthiesen. В 1975 году выставлялась в галерее Parkin, а в 1976 году — в музее Виктории и Альберта.
Работы Бенуа были приобретены Манчестерской художественной галереей и галереей Tate, а также находятся в Институте Карнеги в Питтсбурге, Национальной галерее Новой Зеландии и Музее семьи Бенуа в Петергофе.
Выступала художницей по костюмам фильмов своего сына Питера Устинова «Всё наоборот» (1948) и «Рядовой Анжело» (1949).